# Campionato italiano di Formula 3 2009
Il Campionato italiano di Formula 3 2009 è stato la 45ª stagione della Formula 3 italiana. Iniziò il 9 maggio ad Adria e terminò il 18 ottobre a Monza. Il pilota italiano Daniel Zampieri si è aggiudicato il titolo all'ultima gara. Zampieri ha inoltre conquistato il trofeo riservato agli esordienti.

## Piloti e team
| Team                  | Telaio       | No | Pilota                | Classe | Status | Gare   |
| --------------------- | ------------ | -- | --------------------- | ------ | ------ | ------ |
| Lucidi Motors         | Dallara F309 | 1  | Giovanni Nava         | C      |        | 1-3    |
| Lucidi Motors         | Dallara F309 | 1  | Marco Zipoli          | C      |        | 4      |
| Lucidi Motors         | Dallara F309 | 1  | Edoardo Liberati      | C      | R      | 5-8    |
| Lucidi Motors         | Dallara F309 | 2  | Francesco Prandi      | C      |        | Tutte  |
| Lucidi Motors         | Dallara F309 | 3  | Sergio Campana        | C      | R      | Tutte  |
| Prema Powerteam       | Dallara F309 | 4  | Francesco Castellacci | C      |        | Tutte  |
| Prema Powerteam       | Dallara F309 | 5  | Daniel Campos-Hull    | C      |        | Tutte  |
| Team Ghinzani         | Dallara F309 | 7  | Alessandro Cicognani  | C      |        | Tutte  |
| Team Ghinzani         | Dallara F309 | 18 | Marco Zipoli          | C      |        | 1-3    |
| Team Ghinzani         | Dallara F309 | 18 | Salvatore Cicatelli   | C      |        | 4-8    |
| Corbetta Competizioni | Dallara F309 | 8  | Riccardo Cinti        | C      | R      | 2-8    |
| Corbetta Competizioni | Dallara F309 | 27 | Michele Faccin        | C      | R      | 1      |
| Corbetta Competizioni | Dallara F309 | 39 | Salvatore Cicatelli   | C      |        | 1-3    |
| Corbetta Competizioni | Dallara F309 | 50 | Gianmarco Raimondo    | C      | R      | 7      |
| Corbetta Competizioni | Dallara F309 | 50 | Michael Dalle Stelle  | C      |        | 8      |
| BVM - Target Racing   | Dallara F309 | 9  | Edoardo Liberati      | C      |        | 1-4    |
| BVM - Target Racing   | Dallara F309 | 9  | Marco Zipoli          | C      |        | 5-8    |
| BVM - Target Racing   | Dallara F309 | 23 | Nicolò Piancastelli   | C      |        | 6-7    |
| BVM - Target Racing   | Dallara F309 | 44 | Daniel Zampieri       | C      | R      | Tutte  |
| Gloria Pro Team       | Dallara F309 | 11 | Giulio Glorioso       | C      |        | Tutte  |
| Gloria Pro Team       | Dallara F309 | 12 | Federico Glorioso     | C      |        | 1-7    |
| RC Motorsport         | Dallara F309 | 14 | Stefanos Kamitsakis   | C      | R      | 1-5    |
| RC Motorsport         | Dallara F309 | 14 | Samuele Buttarelli    | C      |        | 6      |
| RC Motorsport         | Dallara F309 | 24 | Stéphane Richelmi     | C      |        | 3-8    |
| RP Motorsport         | Dallara F309 | 15 | Kevin Ceccon          | C      | R      | 1, 4-5 |
| RP Motorsport         | Dallara F309 | 16 | David Fumanelli       | C      |        | 3, 6   |
| RP Motorsport         | Dallara F305 | 72 | Biagio Bulnes         | T      |        | 4-6    |
| Europa Corse          | Dallara F309 | 21 | Michael Dalle Stelle  | C      |        | 1      |
| Alan Racing Team      | Mygale M-09  | 51 | Angelo Fabrizio Comi  | C      |        | All    |
| Alan Racing Team      | Mygale M-09  | 52 | Pablo Sánchez López   | C      |        | Tutte  |

| Icona | Classe                |
| ----- | --------------------- |
| C     | Campionato Nazionale  |
| T     | Trofeo Nazionale CSAI |
| Icona | Status                |
| R     | Esordiente            |

- Tutte le vetture sono motorizzate dalla FPT.

## Risultati e classifiche

### Risultati
| Gara | Gara | Circuito   | Pole Position      | GPV                 | Vincitore           | Vettura      | Team                |
| ---- | ---- | ---------- | ------------------ | ------------------- | ------------------- | ------------ | ------------------- |
| 1    | G1   | Adria      | Daniel Zampieri    | Daniel Campos-Hull  | Daniel Zampieri     | Dallara-FIAT | BVM - Target Racing |
| 1    | G2   | Adria      |                    | Daniel Campos-Hull  | Stefanos Kamitsakis | Dallara-FIAT | RC Motorsport       |
| 2    | G1   | Magione    | Daniel Zampieri    | Daniel Zampieri     | Daniel Campos-Hull  | Dallara-FIAT | Prema Powerteam     |
| 2    | G2   | Magione    |                    | Daniel Zampieri     | Daniel Zampieri     | Dallara-FIAT | BVM - Target Racing |
| 3    | G1   | Mugello    | Sergio Campana     | Sergio Campana      | Daniel Zampieri     | Dallara-FIAT | BVM - Target Racing |
| 3    | G2   | Mugello    |                    | Sergio Campana      | Sergio Campana      | Dallara-FIAT | Lucidi Motors       |
| 4    | G1   | Misano     | Daniel Campos-Hull | Sergio Campana      | Sergio Campana      | Dallara-FIAT | Lucidi Motors       |
| 4    | G2   | Misano     |                    | Pablo Sánchez López | Pablo Sánchez López | Mygale-FIAT  | Alan Racing Team    |
| 5    | G1   | Varano     | Daniel Zampieri    | Daniel Zampieri     | Daniel Zampieri     | Dallara-FIAT | BVM - Target Racing |
| 5    | G2   | Varano     |                    | Daniel Campos-Hull  | Marco Zipoli        | Dallara-FIAT | BVM - Target Racing |
| 6    | G1   | Imola      | Daniel Campos-Hull | Pablo Sánchez López | Pablo Sánchez López | Mygale-FIAT  | Alan Racing Team    |
| 6    | G2   | Imola      |                    | Marco Zipoli        | Marco Zipoli        | Dallara-FIAT | BVM - Target Racing |
| 7    | G1   | Vallelunga | Daniel Zampieri    | Sergio Campana      | Sergio Campana      | Dallara-FIAT | Lucidi Motors       |
| 7    | G2   | Vallelunga |                    | Daniel Campos-Hull  | Daniel Campos-Hull  | Dallara-FIAT | Prema Powerteam     |
| 8    | G1   | Monza      | Daniel Zampieri    | Marco Zipoli        | Pablo Sánchez López | Mygale-FIAT  | Alan Racing Team    |
| 8    | G2   | Monza      |                    | Daniel Campos-Hull  | Pablo Sánchez López | Mygale-FIAT  | Alan Racing Team    |

### Classifica Piloti
- I punti sono assegnati secondo il modo seguente:

| Sistema di punteggio | Sistema di punteggio | Sistema di punteggio | Sistema di punteggio | Sistema di punteggio | Sistema di punteggio | Sistema di punteggio | Sistema di punteggio | Sistema di punteggio | Sistema di punteggio | Sistema di punteggio | Sistema di punteggio | Sistema di punteggio |
|                      | 1°                   | 2°                   | 3°                   | 4°                   | 5°                   | 6°                   | 7°                   | 8°                   | 9°                   | 10°                  | PP                   | GPV                  |
| -------------------- | -------------------- | -------------------- | -------------------- | -------------------- | -------------------- | -------------------- | -------------------- | -------------------- | -------------------- | -------------------- | -------------------- | -------------------- |
| Gara 1               | 20                   | 15                   | 12                   | 10                   | 8                    | 6                    | 4                    | 3                    | 2                    | 1                    | 1                    | 1                    |
| Gara 2               | 13                   | 11                   | 9                    | 8                    | 6                    | 5                    | 4                    | 3                    | 2                    | 1                    |                      | 1                    |

| Pos | Pilota                | ADR 1 | ADR 2 | MAG 1 | MAG 2 | MUG 1 | MUG 2 | MIS 1 | MIS 2 | VAR 1 | VAR 2 | IMO 1 | IMO 2 | VAL 1 | VAL 2 | MZA 1 | MZA 2 | Punti |
| --- | --------------------- | ----- | ----- | ----- | ----- | ----- | ----- | ----- | ----- | ----- | ----- | ----- | ----- | ----- | ----- | ----- | ----- | ----- |
| 1   | Daniel Zampieri       | 1     | 5     | 6     | 1     | 1     | 3     | 2     | 11    | 1     | Rit   | 7     | 4     | 2     | 3     | 3     | 4     | 173   |
| 2   | Marco Zipoli          | 4     | 2     | 5     | 3     | 2     | 4     | 5     | 2     | 6     | 1     | 6     | 1     | 3     | 6     | 2     | 5     | 158   |
| 3   | Pablo Sánchez López   | 5     | 3     | 3     | Rit   | 3     | 2     | 6     | 1     | 7     | 5     | 1     | 2     | 9     | 5     | 1     | 1     | 155   |
| 4   | Sergio Campana        | 3     | 4     | 2     | 2     | 5     | 1     | 1     | Rit   | Rit   | 8     | 5     | 16    | 1     | 4     | 4     | 2     | 152   |
| 5   | Daniel Campos-Hull    | 2     | 6     | 1     | 6     | 4     | 5     | Rit   | 6     | 2     | 4     | 2     | 6     | 4     | 1     | Rit   | 3     | 148   |
| 6   | Stéphane Richelmi     |       |       |       |       | 7     | Rit   | 4     | 5     | 4     | 2     | 4     | 3     | 5     | 2     | 5     | 6     | 92    |
| 7   | Salvatore Cicatelli   | Rit   | 17    | 9     | 5     | NP    | NP    | 7     | 3     | 3     | Rit   | 3     | 5     | 6     | Rit   | 6     | 7     | 67    |
| 8   | Francesco Castellacci | 7     | 8     | 4     | 4     | 6     | 6     | 3     | 4     | 8     | 10    | 13    | 12    | 7     | 15    | 12    | Rit   | 64    |
| 9   | Riccardo Cinti        |       |       | 8     | 7     | 13    | Rit   | 9     | 8     | 5     | 3     | 8     | 7     | Rit   | 7     | 9     | Rit   | 42    |
| 10  | Stefanos Kamitsakis   | 6     | 1     | 7     | Rit   | Rit   | Rit   | Rit   | 12    | NP    | NP    |       |       |       |       |       |       | 23    |
| 11  | Francesco Prandi      | 15    | 11    | 10    | 8     | 9     | 7     | 8     | Rit   | 9     | Rit   | 14    | 13    | 10    | 13    | 8     | 8     | 22    |
| 12  | Alessandro Cicognani  | 12    | 10    | 14    | Rit   | 11    | 13    | 10    | 7     | 10    | 6     | 12    | 9     | 8     | 8     | Rit   | 12    | 20    |
| 13  | Edoardo Liberati      | 11    | 13    | 13    | 11    | 8     | 10    | 13    | 16    | 13    | 7     | 9     | 8     | Rit   | 11    | Rit   | NP    | 13    |
| 14  | Kevin Ceccon          | 8     | 7     |       |       |       |       | 11    | 9     | 12    | 9     |       |       |       |       |       |       | 11    |
| 15  | Giovanni Nava         | 9     | 9     | 11    | 10    | 10    | 8     |       |       |       |       |       |       |       |       |       |       | 9     |
| 16  | Giulio Glorioso       | Rit   | 15    | Rit   | 13    | 12    | 11    | 14    | 15    | 14    | 11    | 16    | 15    | 15    | 9     | 7     | 9     | 8     |
| 17  | Angelo Fabrizio Comi  | 13    | 12    | 12    | 9     | 16    | 14    | 12    | 10    | 11    | 14    | 10    | Rit   | 13    | Rit   | 10    | 10    | 6     |
| 18  | Federico Glorioso     | 16    | 14    | 15    | 12    | 14    | 9     | 15    | 14    | Rit   | 12    | 15    | 10    | 12    | 14    |       |       | 3     |
| 19  | Gianmarco Raimondo    |       |       |       |       |       |       |       |       |       |       |       |       | 11    | 10    |       |       | 1     |
| 20  | Michele Faccin        | 10    | Rit   |       |       |       |       |       |       |       |       |       |       |       |       |       |       | 1     |
| 21  | Michael Dalle Stelle  | 14    | 16    |       |       |       |       |       |       |       |       |       |       |       |       | 11    | 11    | 0     |
| 22  | David Fumanelli       |       |       |       |       | 15    | 12    |       |       |       |       | 11    | 18    |       |       |       |       | 0     |
| 23  | Biagio Bulnes         |       |       |       |       |       |       | 16    | 13    | Ret   | 13    | Rit   | 11    |       |       |       |       | 0     |
| 24  | Nicolò Piancastelli   |       |       |       |       |       |       |       |       |       |       | 17    | 14    | 14    | 12    |       |       | 0     |
| 25  | Samuele Buttarelli    |       |       |       |       |       |       |       |       |       |       | 18    | 17    |       |       |       |       | 0     |
| Pos | Pilota                | ADR 1 | ADR 2 | MAG 1 | MAG 2 | MUG 1 | MUG 2 | MIS 1 | MIS 2 | VAR 1 | VAR 2 | IMO 1 | IMO 2 | VAL 1 | VAL 2 | MZA 1 | MZA 2 | Punti |

| Colore  | Risultato             |
| ------- | --------------------- |
| Oro     | Vincitore             |
| Argento | 2º posto              |
| Bronzo  | 3º posto              |
| Verde   | Finito a punti        |
| Blu     | Finito senza punti    |
| Viola   | Ritirato (Rit)        |
| Viola   | Non classificato (NC) |
| Rosso   | Non qualificato (NQ)  |
| Nero    | Squalificato (SQ)     |
| Bianco  | Non partito (NP)      |
| Bianco  | Non ha gareggiato     |
| Bianco  | Infortunato (INF)     |
| Bianco  | Escluso (ES)          |
| Bianco  | Gara cancellata (C)   |

### Esordienti
| Pos | Pilota              | ADR 1 | ADR 2 | MAG 1 | MAG 2 | MUG 1 | MUG 2 | MIS 1 | MIS 2 | VAR 1 | VAR 2 | IMO 1 | IMO 2 | VAL 1 | VAL 2 | MZA 1 | MZA 2 | Punti |
| --- | ------------------- | ----- | ----- | ----- | ----- | ----- | ----- | ----- | ----- | ----- | ----- | ----- | ----- | ----- | ----- | ----- | ----- | ----- |
| 1   | Daniel Zampieri     | 1     | 5     | 6     | 1     | 1     | 3     | 2     | 11    | 1     | Rit   | 7     | 4     | 2     | 3     | 3     | 4     | 227   |
| 2   | Sergio Campana      | 3     | 4     | 2     | 2     | 5     | 1     | 1     | Rit   | Rit   | 8     | 5     | 16    | 1     | 4     | 4     | 2     | 206   |
| 3   | Riccardo Cinti      |       |       | 8     | 7     | 13    | Rit   | 9     | 8     | 5     | 3     | 8     | 7     | Rit   | 7     | 9     | Rit   | 126   |
| 4   | Edoardo Liberati    | 11    | 13    | 13    | 11    | 8     | 10    | 13    | 16    | 13    | 7     | 9     | 8     | Rit   | 11    | Rit   | NP    | 109   |
| 5   | Kevin Ceccon        | 8     | 7     |       |       |       |       | 11    | 9     | 12    | 9     |       |       |       |       |       |       | 59    |
| 6   | Stefanos Kamitsakis | 6     | 1     | 7     | Rit   | Rit   | Rit   | Rit   | 12    | NP    | NP    |       |       |       |       |       |       | 51    |
| 7   | Gianmarco Raimondo  |       |       |       |       |       |       |       |       |       |       |       |       | 11    | 10    |       |       | 20    |
| 8   | Michele Faccin      | 10    | Rit   |       |       |       |       |       |       |       |       |       |       |       |       |       |       | 8     |
| Pos | Pilota              | ADR 1 | ADR 2 | MAG 1 | MAG 2 | MUG 1 | MUG 2 | MIS 1 | MIS 2 | VAR 1 | VAR 2 | IMO 1 | IMO 2 | VAL 1 | VAL 2 | MZA 1 | MZA 2 | Punti |

| Colore  | Risultato             |
| ------- | --------------------- |
| Oro     | Vincitore             |
| Argento | 2º posto              |
| Bronzo  | 3º posto              |
| Verde   | Finito a punti        |
| Blu     | Finito senza punti    |
| Viola   | Ritirato (Rit)        |
| Viola   | Non classificato (NC) |
| Rosso   | Non qualificato (NQ)  |
| Nero    | Squalificato (SQ)     |
| Bianco  | Non partito (NP)      |
| Bianco  | Non ha gareggiato     |
| Bianco  | Infortunato (INF)     |
| Bianco  | Escluso (ES)          |
| Bianco  | Gara cancellata (C)   |